# Îlot Redondo
L'îlot Redondo (en portugais : Ilhéu Redondo) est un îlot situé dans l'archipel des îles Selvagens, à Madère, au Portugal.